# Piratensender Powerplay
Piratensender Powerplay (auch Piratensender Power Play) ist eine deutsche Filmkomödie aus dem Jahr 1981 mit Mike Krüger und Thomas Gottschalk. Die Uraufführung fand am 14. Januar 1982 statt. Der Film war einer der Kassenerfolge des deutschen Kinos der 1980er Jahre. Es war der erste von vier Filmen der Supernasen-Reihe, die das Duo Krüger/Gottschalk in den Jahren 1981 bis 1985 drehte.

## Handlung
Die Freunde Tommy und Mike senden regelmäßig montags um 15:00 Uhr als Piratensender aus einem behelfsmäßigen Studio in einer Wohnung, um dem öffentlich-rechtlichen Rundfunk mit seinem „bescheuerten Programm“ den Spiegel vorzuhalten.
Der Sender ist überaus beliebt bei der Bevölkerung, und das ist – neben der Tatsache des Vorhandenseins eines Piratensenders – Unterhaltungschef Dr. Müller-Hammeldorf vom Bayerischen Rundfunk ein Dorn im Auge. Angesichts immer weiter sinkender Einschaltquoten seines eigenen Programms wünscht er sich sehnlich, dem Treiben der illegalen Konkurrenz endlich ein Ende zu setzen.
Er ist kurz vor dem Ziel, da bekommen Tommy und Mike unerwartet Hilfe von Mikes Schwester Irmgard. Sie präsentiert den verdutzten Jungs eine neue mobile Sendeanlage, eingebaut in einem Wohnmobil.
Mit jetzt 200 Kilometern Reichweite und mehreren Werbeverträgen zur Finanzierung des Projekts geht Radio Powerplay wieder auf Sendung.
Es entwickelt sich ein Katz-und-Maus-Spiel mit den Peilwagen der Post und der Polizei, und schon bald haben die Verfolger die wahre Funktion des unscheinbaren Gefährts erkannt.
Um dennoch weiter senden zu können, müssen Tommy und Mike fortan in immer neue, teils skurrile Verkleidungen schlüpfen.
Schließlich kommt es zum Showdown in einem Mädcheninternat, wo die ganze Sache endgültig auffliegt.
Doch anstatt einer Strafe hat der BR-Programmdirektor eine Überraschung für die beiden Freunde: Er engagiert sie für den Bayerischen Rundfunk, und alles löst sich in einer riesigen Fete zum allseitigen Wohlgefallen auf.

## Bezug zur Realität
Der Film hat Bezüge zu Gottschalks wahrer Karriere: Er begann beim Bayerischen Rundfunk als Radiomoderator, der zwar wegen seiner modernen Sendungen und lockeren Art bei Vorgesetzten damals in der Kritik stand, aber aufgrund seines Erfolges bei den Hörern eine gewisse Narrenfreiheit besaß.
Der Film spielt zu einer Zeit, als der private Rundfunk in Deutschland aufgrund gesetzlicher Einschränkungen noch nicht existierte. Nur Radio Luxemburg sendete aus dem Nachbarland Luxemburg als Privatsender in die angrenzenden Gebiete im Westen und Südwesten Deutschlands. Deutschen privaten Rundfunk gibt es erst seit 1984. Den Wunsch nach Veränderung des „bescheuerten“ öffentlich-rechtlichen Programms, wie er im Film anfangs formuliert wurde, gab es damals tatsächlich, insbesondere bei jüngeren Hörern.

## Entstehung
Die Idee zu dem Film erhielt der Produzent Karl Spiehs von Désirée Nosbusch. Spiehs wählte Thomas Gottschalk, mit dem er zuvor bereits mehrmals als Musikberater zusammengearbeitet hatte, und Mike Krüger für die Hauptrollen aus. Im Hotel Bachmair am See in Rottach-Egern arbeiteten diese das Drehbuch so um, dass die beiden Männerrollen dominierten, während die Frauenrolle bedeutungslos wurde. Mit einer Million Kinobesuchern etablierte Piratensender Powerplay das Komikerpaar Gottschalk/Krüger.

## Trivia
- Die Anfangsszene, in der Evelyn Hamann mit dem Auto über Landstraßen und schließlich in einen Bauernhof fährt, wurde im oberbayrischen Holzhausen, Gemeinde Münsing, östlich vom Starnberger See gedreht. Drehort des (fiktiven) Internats Lerchensee ist das heutige Kreisaltenheim Garatshausen in der Gemeinde Feldafing am Westufer des Starnberger Sees.[2] Die Innenaufnahmen des bayerischen Rundfunks fanden im Rathaus Dachau statt. Weitere Szenen wurden am Achensee, am Sylvensteinsee, sowie in München gedreht.
- Die zweite Hälfte des Films ist von Manche mögen’s heiß inspiriert; zahlreiche Dialoge und Gags stammen direkt aus Billy Wilders Film.
- Der zur Radiostation umfunktionierte Van ist ein Chevrolet G20. Gottschalk und Krüger verwenden darin ein Sennheiser MD 421 als Mikrofon und einen Beyerdynamic DT48 als Kopfhörer.

## Kritik
„Unsäglich platte Klamotte mit allen Klischees der deutschen Filmkomödie.“

## Musik und Lizenzprobleme
In der Originalfassung des Films kommen folgende Lieder vor:
1. Contraband – Radio Power Play
2. Sam & Dave – Soul Sister, Brown Sugar
3. Otis Redding – Love Man
4. Helen Schneider – Rock’n’Roll Gypsy
5. Alan O’Day – Undercover Angel
6. J. Geils Band – Give It To Me
7. Passport – Rub-A-Dub
8. Lucifer’s Friend – Stardancer
9. Helen Schneider – Jimmy
10. Wilson Pickett – In The Midnight Hour
11. Rose Royce – Is It Love You’re After
12. Otis Redding – (Sittin’ On) The Dock Of The Bay
13. The Doobie Brothers – Long Train Running
14. Gary Wright – Dream Weaver
15. Little Feat – Down On The Farm
16. Lucifer’s Friend – Old Man Roller

Die Lizenzen für die im Film verwendeten Songs wurden jedoch nur für eine begrenzte Zeit vergeben. Aus diesem Grund wurde der Film in der Vergangenheit mehrfach neu bearbeitet und in verschiedenen Fassungen veröffentlicht.
Der Soundtrack erschien als LP (WEA 58 420) und als MC (WEA 458 420) im Jahr 1981. Der Titel Old Man Roller von Lucifer’s Friend ist nicht auf dem Soundtrack enthalten.

## Filmfassungen
- Kinofassung / Originalfassung (1982)

- Erste Videofassung (UFA, 1982)

Bereits zur Erstveröffentlichung auf Video (unter anderem VHS, Video 2000 und Laserdisc) wurde der Film einer umfangreichen Nachbearbeitung unterzogen. Zahlreiche Songs aus der Urfassung wurden entfernt und durch andere Musikstücke ersetzt. Dadurch unpassend gewordene Anmoderationen von Tommy und Mike wurden nachträglich gekürzt oder entfernt.
Diese Version gilt als die bekannteste Fassung. Viele Filmfreunde halten sie irrtümlich für die Originalfassung. Das Fernsehen (sowohl ZDF als auch ORF) durfte jedoch stets die Originalversion verwenden. Am 1. Januar 2021 wurde der Film bei ZDFneo erstmals in der originalen Kinofassung ausgestrahlt. ORF III strahlte die Originalversion am 11. und 12. Juni 2022 aus. Dort findet sich im Abspann der Hinweis, dass Fritz Egner die Musikzusammenstellung durchgeführt hat.
- Zweite Videofassung (Marketing Film, 2001)

2001 wurde der Film erneut veröffentlicht (VHS und DVD). In dieser Fassung wurden nun auch die letzten verbliebenen Originalsongs ausgetauscht. Zudem wurden die Szenen, in denen Thomas Gottschalk die ursprünglichen Lieder anmoderiert, durch einen anderen Sprecher neu synchronisiert.
Als Bonusmaterial enthält die DVD ein Interview mit Mike Krüger sowie eine Fotogalerie mit Bildern aus dem Film.
- Neuveröffentlichung auf DVD (MCP Sound & Media, 2007)

Ende 2007 erschien der Film in der unveränderten Original-Kinofassung auf DVD. Als Bonusmaterial gibt es einige  Filmfehler.
- Neuveröffentlichung auf Blu-Ray (Subkultur Entertainment, 2020)

Im Januar 2020 erschien der Film mit allen drei existierenden Audio-Versionen und zusätzlich der isolierten Filmmusik des ursprünglichen Soundtracks.